# NGC 256
NGC  256 es un cúmulo abierto en la Pequeña Nube de Magallanes. Se encuentra en la constelación de Tucana. Fue descubierto por John Frederick William Herschel el 11 de abril de 1834.